# Confine tra Costa Rica e Panama
Il confine tra la Costa Rica e Panama descrive la linea di demarcazione tra questi due Stati. Ha una lunghezza di 330 km. Oggi è delimitato dal trattato Echandi-Fernández del 1941.

## Storia

### L'uti possidetis iurisdel 1810

Dichiarazioni di frontiera presentate da Colombia, Costa Rica e Repubblica federale dell'America centrale, secondo l'uti possidetis iuris del 1810

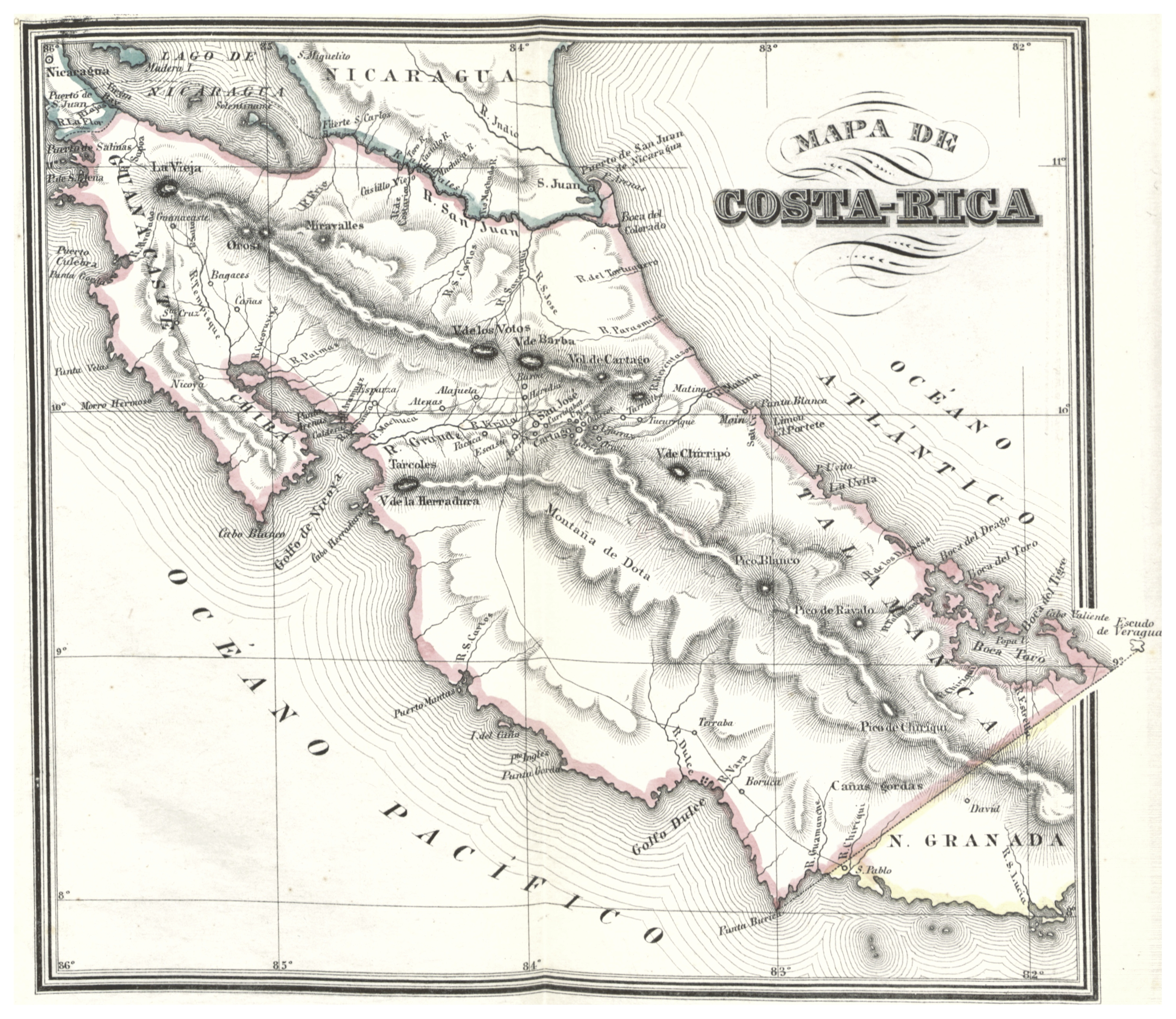
Mappa della Costa Rica nel 1850, che incorpora come parte del suo territorio le c.d. Bocas del Toro

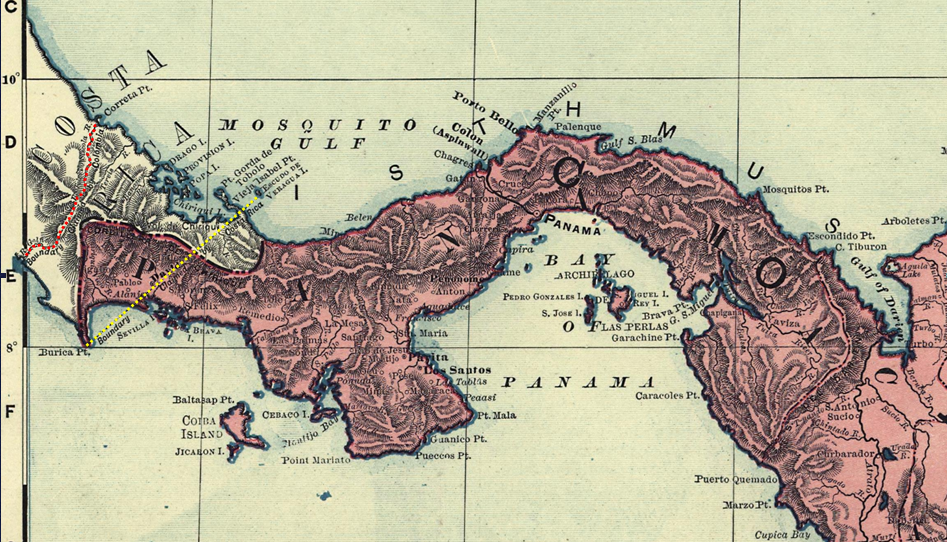
Panama in dettaglio nel 1898 e il confine della stessa con la Costa Rica (con indicazione dei territori rivendicati)

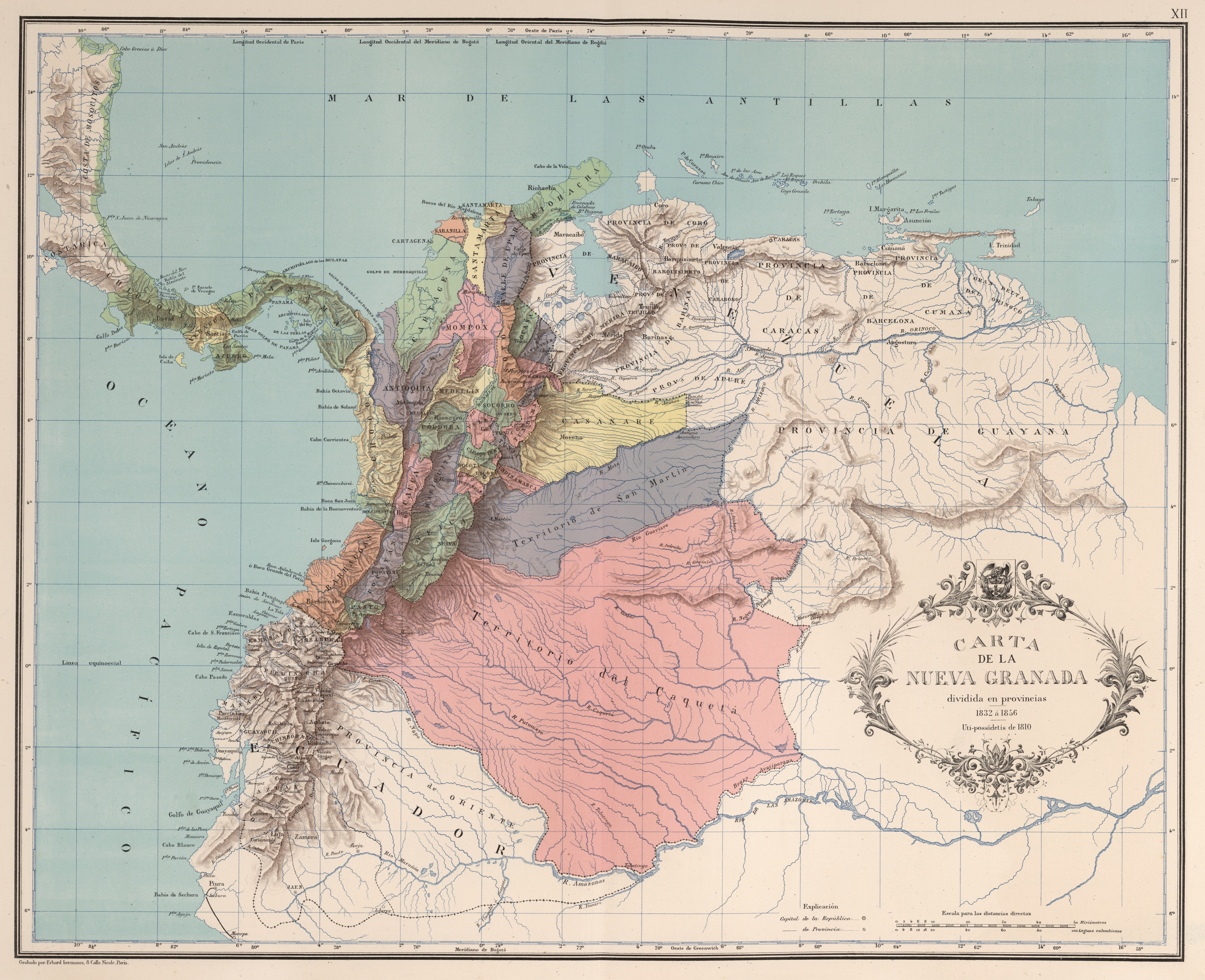
Mappa della Repubblica di Nuova Granada nel 1851, che comprende la Costa dei Mosquito

La storia del confine tra Costa Rica e Panama inizia nel 1573, quando il re Filippo II di Spagna firmò un accordo con il capitano Diego de Artieda per delimitare l'allora Provincia della Costa Rica. In tale documento fu stabilito che detta provincia si estendeva "attraverso il Pacifico, da los Chomes e dai limiti del Nicoya, fino alle foci del Desaguadero (fiume San Juan), giungendo infine alla provincia di Veraguas". Tuttavia, la demarcazione tra Veraguas e Costa Rica non fu mai sancita con chiarezza (anche quando in seguito fu istituita la Capitaneria Generale del Guatemala e la Real Audiencia de Panamá fu ceduta al Vicereame del Perù).
La disputa sul confine proseguì alla fine delle guerre d'indipendenza ispanoamericane nel XIX secolo: in quel periodo la Costa Rica apparteneva alla Repubblica Federale del Centro America, mentre Panama alla Grande Colombia. Sia virtù del principio giuridico uti possidetis, applicato da quasi tutte le repubbliche latinoamericane per la risoluzione dei conflitti sulle frontiere, sia sulla base di un documento di identità reale del 20 novembre 1803 (real cédula), la Grande Colombia rivendicò per sé la Costa dei Mosquito dal fiume Culebras - o Doraces - fino al capo Gracias a Dios, (includendo quindi l'attuale costa caraibica della Costa Rica). Per quanto riguarda il Pacifico invece, rivendicava il golfo Dulce, sulla scia di un regio decreto del 1º dicembre 1573 si riteneva come limite la linea immaginaria che partiva dall'isola Escudo de Veraguas nell'Atlantico e si concludeva alla foce del fiume Chiriquí Viejo nel Pacifico. Da parte sua la Costa Rica, nella sua costituzione del 1825, dichiarava che il suo territorio si estendeva da nord a sud da "l'uno all'altro mare, essendo i suoi limiti da rintracciarsi a nord con la foce del fiume San Juan e l'Escudo de Veraguas, e a sud con la foce del fiume Alvarado e del Chiriquí".
Per risolvere questo problema, nel 1825 entrambe le repubbliche sottoscrissero il trattato Gual-Molina in accordo al quale, fintanto che non vi fossero state ulteriori specificazioni ufficiali in merito, le due nazioni avrebbero rispettato lo status quo e avrebbero riconosciuto l'amministrazione dei loro territori nell'area controversa. Ciò implicava che l'America Centrale rimanesse in mano alla Costa Rica (precedente Capitaneria Generale del Guatemala), mentre la Gran Colombia rimaneva più a sud (nel territorio dell'ex Vicereame della Nuova Granada).
Una volta dissoltasi la Gran Colombia, sorsero discrepanze sul confine tra la Repubblica della Nuova Granada (che si sostituì alla Gran Colombia) e la Repubblica Federale del Centro America. In quegli anni, la demarcazione che l'America Centrale aveva tracciato passava dal fiume San Juan all'isola Escudo de Veraguas nei Caraibi, mentre nel Pacifico si designò una linea retta che iniziava all'Escudo de Veraguas e terminava a punta Burica. La Nuova Granada, al contempo, rivendicava come propri i territori di Bocas del Toro, la Costa dei Mosquito e l'intera linea di spiagge fino al capo Gracias a Dios, nell'Atlantico; dalla parte del Pacifico si bramavano le terre situate nei pressi del fiume Golfito.

### XIX secolo

Confine statuito dal Trattato di Carrillo-Obarrio (1841)

Confine statuito dal trattato di Calvo-Herrán (1856)

Il 30 maggio 1836 l'America Centrale, temendo la crescente influenza inglese nel Protettorato della nazione Misquita, proclamò l'arcipelago di Bocas del Toro sotto la propria giurisdizione e inviò come esploratore Juan Galindo per acquisire il possesso delle isole denominate "distretto di Morazán". La Nuova Granada, dopo aver ricevuto notizia della mossa, inviò una battaglione guidato dallo spagnolo Ildefonso de Paredes che occupò la regione di Bocas del Toro il 18 dicembre dello stesso anno, espellendo le autorità della Repubblica Federale del Centro America. Per riaffermare nuovamente la sua sovranità nell'area, la Nuova Granada istituì il cantone di Bocas del Toro nel 1837 (che acquisì la categoria di territorio nazionale nel 1843), mentre la Costa Rica chiese ad altri Stati dell'America Centrale di aiutare a recuperare la regione, sebbene tale appello non trovò sostenitori perché la situazione politica era al tempo particolarmente incerta e intensa. Questo fatto è diventato te nessuna delle ragioni per la separazione della Costa Rica dalla federazione centroamericana un anno dopo.
Raggiunta l'indipendenza lo Stato della Costa Rica dalla Repubblica centroamericana nel 1838 e lo Stato dell'Istmo di Nuova Granada nel 1840, entrambi i neo-governi decisero di risolvere le divergenze sul confine. Così, il 22 settembre 1841, fu firmato il trattato Carrillo-Obarrio, in cui la Costa Rica riconosceva innanzitutto lo Stato dell'Istmo come nazione indipendente della Repubblica della Nuova Granada e poi riacquisiva il dominio della Bocas del Toro. Il limite tra i due Paesi fu stabilito seguendo l'isola di Escudo de Veraguas e la foce del fiume Chiriquí Viejo. Panama approvò prontamente il trattato, mentre la Costa Rica impiegò oltre un anno per formalizzarlo. Tuttavia, nel frattempo l'Istmo era stato re-incorporato nel 1842 e cessò di esistere come Stato sovrano.
Nel 1856 fu effettuato il primo tentativo ufficiale di risolvere la questione dei confini tra Costa Rica e Nuova Granada. L'11 giugno di quell'anno fu firmato il trattato di Calvo-Herrán, che confermò lo status quo del 1836 e stabilì Punta Burica come confine sul lato del Pacifico e il fiume Doraces sull'Atlantico, rinunciando la Costa Rica alle rivendicazioni della linea Chiriquí Viejo-Escudo de Veraguas e Nuova Granada alla rivendicazione sulla costa delle Mosquitos e sul fiume Golfito. Tuttavia, l'accordo non fu ratificato dall'impossibilità di determinare il vero corso dei Doraces.

Confine secondo il trattato di Castro-Valenzuela (1865)

Confine secondo il trattato Montúfar-Correoso (1873)

Nel 1865 fu raggiunto un altro accordo, questa volta tra gli Stati Uniti di Colombia (successore della Nuova Granada) e la Repubblica di Costa Rica. Dopo tre sedute, il 30 marzo dell'anno sopraccitato, fu firmato il trattato di Castro-Valenzuela, che in termini generali definiva il confine tra Punta Burica nel Pacifico e la foce del fiume Canaveral nel Golfo dei Mosquito, passando dalla vetta della Serranía de Tabasará. Il trattato fu criticato dall'opinione pubblica di entrambi i Paesi, poiché in Costa Rica pareva quasi lasciar intendere la volontà di annettersi in futuro alla Colombia, mentre in quest'ultimo era visto come la cessione di territori storicamente in mano ai sudamericani in cambio dell'adozione da parte dei costaricani di una costituzione simile a quella adottata da Bogotà nel 1863 (la Costituzione di Rionegro).
In seguito, le autorità colombiane misero in atto diverse azioni nel maggio 1870 nella regione del golfo Dulce e dei fiumi Sixaola e Changuinola, aree che la Costa Rica considerava parte del suo territorio, volte a fomentare eventi di protesta contro il governo di quel paese e in favore della regione federale di Panama, la quale richiedeva formalmente il rispetto dello status quo e il ritiro delle autorità di qualsiasi autorità straniera o ostile. Successivamente, entrambi i governi convennero nella necessità di stabilire un accordo definitivo sui limiti di entrambi i Paesi per evitare uno strascico di nuovi conflitti. A seguito di questi negoziati, si giunse al trattato Montúfar-Correoso fu sancito nell'aprile 1873, che delimitava i territori tra Punta Burica, la Serranía de Tabasará e la baia di Almirante, ma non fu mai effettuato uno scambio di ratifiche.
A causa della forte instabilità politica che continuava a persistere nella regione e della scarsa efficienza nel delimitare il confine comune, Colombia e Costa Rica firmarono gli accordi di Castro-Quijano nel 1880, Fernández-Holguín nel 1886 e Esquivel-Holguín nel 1896 per stabilire un modus operandi che fosse consono a risolvere una volta per tutte le diatribe. Nella Convenzione di Castro-Quijano del 1880 fu scelto l'arbitrato di un terzo come metodo definitivo: potenziali candidati erano il Capo dello Stato del Belgio, della Spagna o dell'Argentina. La Convenzione di Fernández-Holguín del 1886 optò per il monarca spagnolo come mediatore. La corona spagnola accettò l'incarico, ma la morte di Alfonso XII nel 1885 e la partecipazione del governo spagnolo a un'operazione simile avvenuta tra Colombia e Venezuela tempo prima e terminata in maniera discutibile per Bogotà fece sorgere alcuni dubbi su come il processo potesse evolversi. Pertanto, alla luce dei dubbi maturati, la Colombia ritenne che l'arbitrato non potesse essere completato così come precedentemente ipotizzato e si tirò indietro.
Nel 1896 la Colombia e la Costa Rica firmarono la Convenzione di Esquivel-Holguín in cui nominarono arbitro il presidente della Francia. In qualità di rappresentante della Colombia agì Francisco Silvela, mentre la controparte costaricana era Manuel María de Peralta y Alfaro. Alla morte del presidente Félix Faure, la funzione di arbitro ricadde sul suo successore, Émile Loubet.

### XX secolo

Confine secondo il lodo Loubet (1900)

Confine secondo il trattato Pacheco-de la Guardia (1905)

L'11 settembre 1900 l'arbitro francese emise il lodo Loubet, che statuiva come confine il territorio compreso tra punta Mona, i fiumi Sixaola e Tarire, la cordigliera di Talamanca, i rilievi che separano le acque che vanno al golfo Dulce, al fiume Chiriquí Viejo e punta Burica. Ne scaturiva la sovranità colombiana sull'arcipelago di San Andres e Providencia e l'isola Malpelo. La linea Loubet non soddisfaceva le pretese di nessuna delle due parti e fu interpretata come un tentativo erroneo di raggiungere una soluzione intermedia. Inoltre, nella parte caraibica la linea era molto imprecisa e, poiché troppo soggetta ad interpretazioni, poteva facilmente condurre a nuove controversie, perché identificava ad esempio i fiumi Tarire e Sixaola come un solo corso d'acqua, quando in realtà quest'ultimo era formato dall'unione del Tarire con lo Yorkin. Nel testo si faceva riferimento alla valle di quest'ultimo fiume (oggi Cantone di Talamanca in Costa Rica) che sarebbe divenuto un territorio sudamericano ma dalla Colombia non richiesto.
Negli stessi mesi la Colombia fu travolta dalla guerra dei mille giorni, che fece sprofondare il Paese in rovina. Fino al 1901 non fu materialmente possibile un incontro tra i due governi pur volendo attuare il lodo: tra le tante problematiche nate con il conflitto va sicuramente segnalato lo scoppio di moti separatisti nel dipartimento di Panama, sulla spinta dei quali fu possibile per quest'ultima raggiungere una formale separazione dalla Colombia il 3 novembre 1903.
Una volta che Panama e Costa Rica si riconobbero reciprocamente come Stati sovrani, firmarono nel 1905 il trattato Pacheco-de la Guardia, che proponeva come soluzione una linea intermedia tra le rivendicazioni di entrambi i paesi, mai però ratificato dalla Costa Rica. Poiché il problema rimase ancora irrisolto, nel 1910 i governi di entrambe le nazioni firmarono la Convenzione Anderson-Porras, grazie alla quale fu accettato il lodo Loubet sul versante del Pacifico (cosiddetta linea Anderson-Porras) e si convenne nel sottoporre l'interpretazione della delimitazione sul versante Atlantico ad un nuovo arbitrato stavolta però gestito dal presidente della Corte suprema di giustizia degli USA. La controversia fu risolta nel 1914 con il Lodo White, che ha in maniera soddisfacente chiarito il confine nella sua parte settentrionale. Ciononostante, fu obiettato da Panama per la perdita dei territori intorno al fiume Sixaola.

Frontier secondo il lodo White (1914)

Confine secondo il trattato Echandi-Fernández (1941)

Dopo il lodo White, la Costa Rica decise di attuare le disposizioni della sentenza arbitrale insediandosi nella regione di Coto. Quest'azione irritò i panamensi, portando dapprima alla rottura delle relazioni diplomatiche tra i due Paesi e poi il 21 febbraio 1921 ad uno scontro noto come guerra di Coto. Nel 1928 fu firmato il Protocollo Castro-Guizado, respinto dall'opinione pubblica sia costaricana che panamense. Nel 1938 fu firmato il trattato Zúñiga-de la Espriella, che definiva un confine piuttosto simile a quello attuale, ma lasciava irrisolta la struttura del lato caraibico, in particolare presso il fiume Sixaloa.
Alla fine, il 2 maggio 1941, fu firmato il trattato Echandi-Fernández, che marcò il confine definitivo tra Costa Rica e Panama. Questo accordo fu adottato per la parte dell'Oceano Pacifico nella seguente maniera: da punta Burica alla collina di Pando si adottava il confine del lodo Loubet del 1900 (linea Anderson-Porras) e, per la parte caraibica che andava dalla collina di Pando alla foce del fiume Sixaola, la linea fissata dal lodo White del 1914.

## Caratteristiche

### Frontiera terrestre

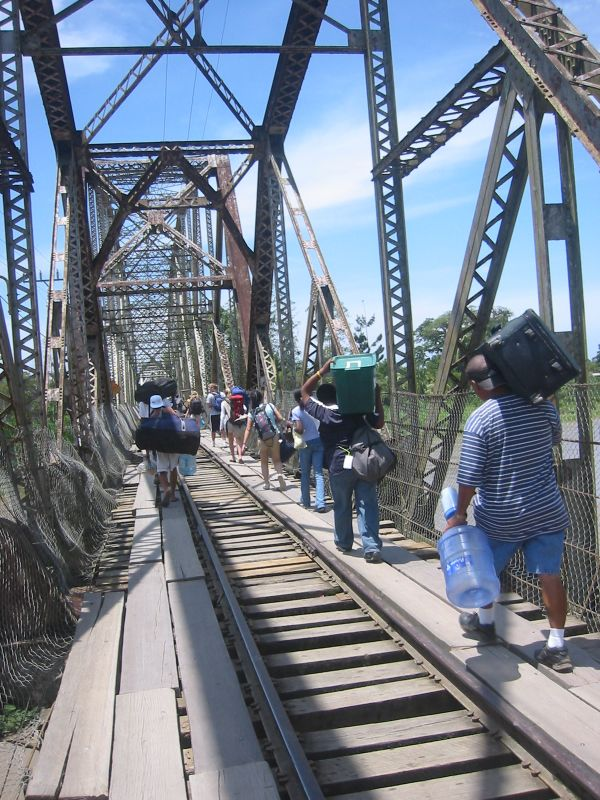
Ponte sul fiume Sixaola, valico di frontiera tra Panama e Costa Rica

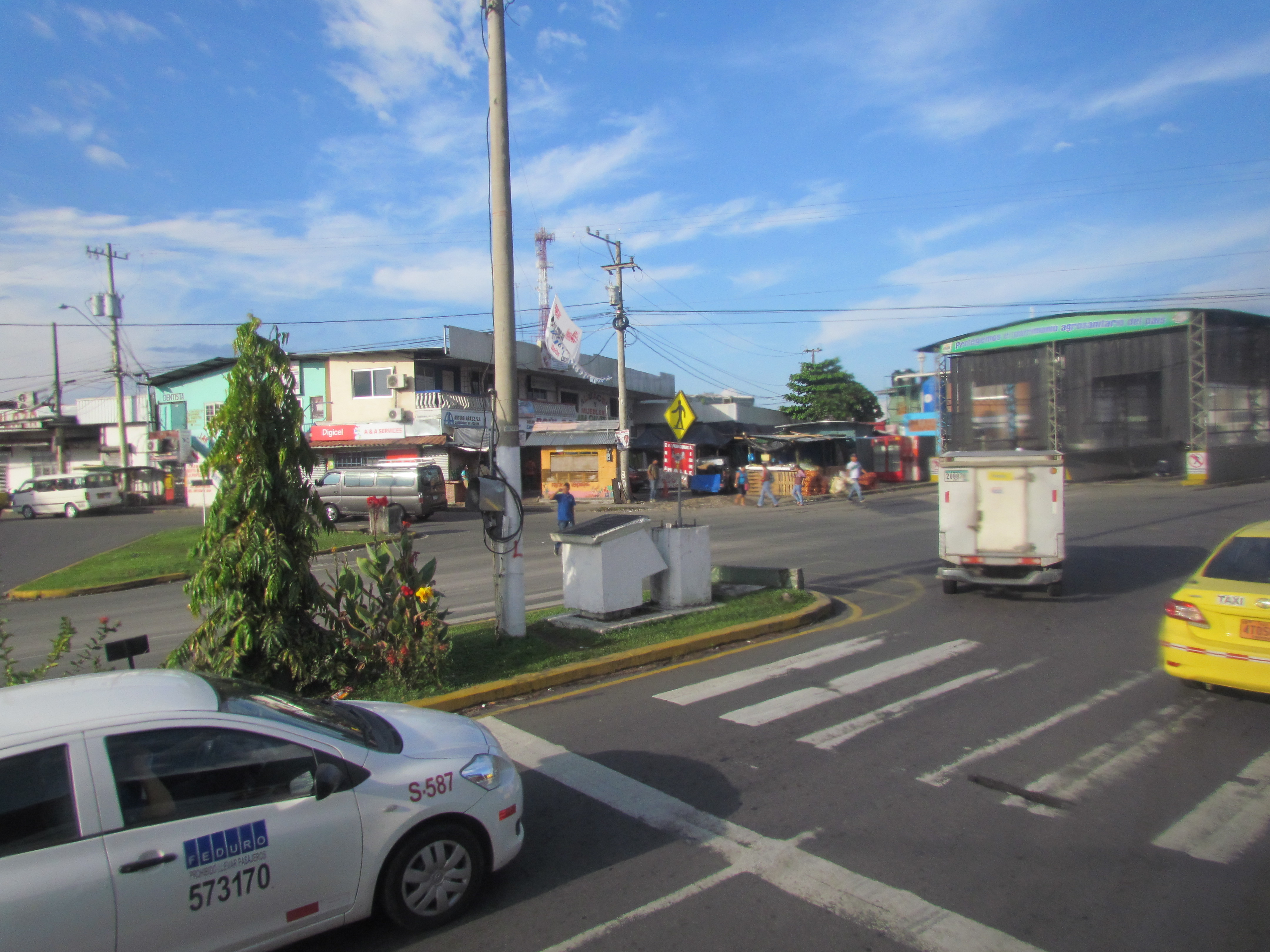
Paso Canoas, città di confine tra Panama e Costa Rica, vista dal lato panamense

Il confine tra i due Paesi è costituito da un percorso talvolta tortuoso che corre fra tre aree: la costa del Pacifico, la Cordigliera centroamericana e la zona costiera caraibica. Il trattato Echandi-Fernández del 1941 che descrive l'attuale delimitazione testualmente recita:
Da lì continua a risalire attraverso la parte meridionale della valle del fiume fino a raggiungere il parallelo 9° 30' N.
Quindi proseguire dritto in direzione del meridiano a 82° 56'10" O.
Da lì prosegue verso sud, lungo questo meridiano, fino alla cima della Cordigliera di Talamanca, che separa le acque dei Caraibi dalle acque del Pacifico.
Segue questa catena montuosa fino alla collina di Pando, dove incontra i rilievi che dividono le acque degli affluenti del golfo Dulce e la Baia di Charco Azul.
Da questo punto i rilievi continuano fino a raggiungere la fine di punta Burica nell'Oceano Pacifico.»

### Confine marittimo
Le frontiere marittime di entrambi gli oceani furono delimitate per mezzo del trattato firmato il 2 febbraio 1980 dal ministro degli Esteri della Costa Rica Rafael Ángel Calderón Fournier e quello di Panama, Carlos Ozores Typaldos. L'accordo definisce le parti corrispondenti del Mar dei Caraibi come segue:
La delimitazione corrispondente all'Oceano Pacifico è:

## Insediamenti frontalieri
Costa Rica:

La frontiera odierna terrestre e marittima tra i due Paesi nel dettaglio

- Puerto Viejo de Talamanca, Sixaola, Bribri, Bratsi, Sabalito, San Vito, Agua Buena, Ciudad Neily, La Cuesta, Puerto González

 Panama:
- Changuinola, Guabito, Las Tablas, Elena, Río Sereno, Monte Lirio, Cañas Gordas, Breñón, Progreso, Puerto Armelles, Limones

Frontiera comune:
- Paso Canoas

## Corsi d'acqua in comune
I principali corsi d'acqua che attraversano o formano parte alla frontiera sono il Río Sixaola e il Río Yorkín.